# Leningrad Cowboys Go America
Leningrad Cowboys Go America (bra: Os Leningrad Cowboys Vão Para a América) é um road movie de 1989 do diretor de cinema finlandês Aki Kaurismäki sobre as aventuras dos Leningrad Cowboys, uma banda excêntrica que viaja para os Estados Unidos para fazer sucesso e combina sua marca de música polca com vários estilos americanos enquanto fazem seu caminho para o México.

## Elenco
- Matti Pellonpää como Vladimir Kuzmin
- Kari Väänänen como o mudo (Igor)
- Jim Jarmusch como vendedor de carros
- Richard Boes como promotor de rock
- Leningrad Cowboys (Sakke Jarvenpää, Heikki Keskinen, Sakari Kuosmanen, Puka Oinonen, Silu Seppälä, Mauri Sumén, Mato Valtonen, Pekka Virtanen)[3] como eles mesmos
- Nicky Tesco como primo perdido

## Produção
A ideia de criar os Leningrad Cowboys como uma banda absurda veio dos membros do Sleepy Sleepers, Sakke Järvenpää e Mato Valtonen, que pediram a Kaurismäki para dirigir um videoclipe para eles em 1986. Kaurismäki dirigiu o curta-metragem Rocky VI (1986) e os vídeos do Leningrad Cowboys, Thru the Wire (1987) e LA Woman (1988), e depois começou a trabalhar em Leningrad Cowboys Go America.
O filme teve um orçamento de 3.645.184 marcos finlandeses e recebeu uma bolsa de 400.000 marcos da Fundação Finlandesa de Cinema. Leningrad Cowboys Go America foi seguido cinco anos depois por uma sequência, Leningrad Cowboys Meet Moses (1994) e um filme concerto Total Balalaika Show (1994). O filme foi relançado em DVD em outubro de 2011, como parte da série Eclipse da Criterion Collection, junto com os outros dois filmes do Leningrad Cowboys.

## Recepção
O filme foi classificado em 88º lugar na lista "Os 100 melhores filmes do cinema mundial" da revista Empire em 2010. Ele também possui uma classificação de 100% no site de críticas Rotten Tomatoes com base em seis avaliações. Como o primeiro filme de Kaurismäki lançado nos Estados Unidos, foi descrito como seu "filme inovador".